# Harm Wolters
Harm Wolters (Steenwijk, 21 april 1967) is een Nederlandse volkszanger uit Zwolle. Wolters zingt veelal vrolijke liederen die gaan over de liefde en het leven. Harm komt net als zanger Jannes uit de Wolters familie.

## Biografie

### Volkszanger
Wolters startte zijn carrière door op te treden in Zwolle en omstreken. Later schreef hij zelf ook nummers; in 2003 bracht hij zijn eerste single De sirtaki dansen wij uit. Ook andere singles bracht hij deze uit met verschillende videoclips. Hij is een bekende persoon in de gemeenschap van Zwolle en ook de vaste zanger van PEC Zwolle.

### Vrije tijd
Eind 2005 vroeg Wolters aandacht voor de Stichting Woonwagenzending Nederland, waar zijn ooms zich sterk voor maken. Middels het voordragen van het lied Ome Tinus voor de gemeenteraad van Zwolle tijdens het vragenhalfuurtje vroeg hij de gemeente om ook bij te dragen aan dit project. Ook is Wolters ambassadeur van VG Sport (sport voor mensen met een verstandelijke beperking) in Zwolle, waar Wolters jaarlijks meedoet aan een feestevenement. Wolters is ook ambassadeur voor WRZV De Boog (voetballers met een beperking). Jaarlijks treedt hij op in verschillende verzorgingstehuizen.
Wolters kreeg op 25 april 2025 een Koninklijke onderscheiding uit handen van Burgemeester Peter Snijders en werd benoemd als Lid in de orde van Oranje-Nassau voor de jarenlange inzet voor o.a. Vg Sport Zwolle Wrzv de Boog, voor de vele optredens in verzorgingshuizen en tehuizen voor mensen met een lichamelijke en verstandelijke beperking. Ook was het Wolters die initiatiefnemer was van de ZZZ de (Zwolse Zorg Zangers) in de coronatijd. Wolters verzorgde in die periode ruim 350 optredens voor de doelgroepen waar hij zich al jarenlang voor inzet.

## Persoonlijk
Wolters is getrouwd en heeft twee kinderen.

### Ancora
Sinds de start van Ancora in 2013 is Wolters lid. Zong hij eerder voornamelijk over de liefde, nu gaat het over het zeemansleven. Begin 2018 werd hij opgenomen in het ziekenhuis en onderging een hartoperatie. Inmiddels is hij volgens het platenlabel Volendam Music zodanig hersteld dat hij met zijn medezangers Patrick van Bree en Patrick Jongschaap weer meedraait met alle opnames en optredens van de groep.